# Bagarius bagarius
Bagarius bagarius – słabo poznany gatunek słodkowodnej ryby sumokształtnej z rodziny Sisoridae, o niejasnej pozycji taksonomicznej. Występuje w Azji Południowo-Wschodniej.